# Distrito de Colpas
El Distrito peruano de Colpas es uno de los 8 distritos de la Provincia de Ambo, ubicada en el Departamento de Huánuco, bajo la administración del Gobierno Regional de Huánuco, Perú. Limita por el norte con la provincia de Huánuco; por el sur con el Departamento de Pasco; por el este con el distrito de Cayna y; por el oeste con la provincia de Lauricocha.
Desde el punto de vista jerárquico de la Iglesia católica forma parte de la Diócesis de Huánuco, sufragánea de la Arquidiócesis de Huancayo.

## Historia
La fecha de creación por ley de este distrito fue el 24 de noviembre de 1955, en el gobierno del Presidente Manuel A. Odría.

## Geografía
La población total en este distrito es de 2.706 personas y tiene un área de 183,21km². 

## Autoridades

### Municipales
- 2011 - 2014[5]
  - Alcalde: Alejandro Córdova Presentación, del Movimiento Independiente Trabajemos Juntos Por Huánuco (TJxH).
  - Regidores: Nemecio Suárez Fernández (TJxH), Clever Raúl Salazar Bailón (TJxH), Isabel Trujillo Quispe (TJxH), Digno Díaz Venturo (TJxH), Félix Diego Zavala (Auténtico Regional).[6]
- 2007-2010
  - Alcalde:  Antonio Rivas Villanueva[7]

### Policiales
- Comisario: ST1. PNP. Emilio Genaro LOPEZ MITMA.

### Religiosas
- Diócesis de Huánuco
  - Obispo: Mons. Jaime Rodríguez Salazar, MCCJ.
- Parroquia
  - Párroco: Pbro.  .

## Galería
- Wikimedia Commons alberga una categoría multimedia sobre Distrito de Colpas.